# 킹콩 by 스타쉽
킹콩 엔터테인먼트는 대한민국의 연예 기획사였다. 현재는 스타쉽 엔터테인먼트에 소속된 연기자 레이블 브랜드인 '킹콩 by 스타쉽'이다.
2015년 5월 로엔엔터테인먼트의 자회사 스타쉽엔터테인먼트에 인수 되었고, 2017년 1월 스타쉽엔터테인먼트와 합병하였다. 상호는 양사 합의 하에 스타쉽엔터테인먼트로 정했으며, 연기자 매니지먼트 사업 부문은 '킹콩 by 스타쉽' 레이블 브랜드로 활동한다. 합병 후에도 스타쉽엔터테인먼트 김시대 대표와 킹콩엔터테인먼트의 이진성 대표는 공동대표로 각자 현재와 같이 회사운영을 할 예정이다.